# Riwne (Drohobytsch)
Riwne (ukrainisch Рівне; russisch Ровное Rownoje, polnisch Równe, deutsch Königsau) ist ein Dorf in der westukrainischen Oblast Lwiw mit etwa 200 Einwohnern.
Das Dorf gehörte bis 2020 zusammen mit den Dörfern Letnja und Korosnyzja zur Landratsgemeinde Letnja. Am 12. Juni 2020 wurde es ein Teil der neu gegründeten Siedlungsgemeinde Medenytschi (Меденицька селищна громада/Medenyzka selyschtschna hromada).

## Geschichte
Bei der Ersten Teilung Polens kamen die Kammergüter der Stadt Drohobytsch 1772 zum neuen Königreich Galizien und Lodomerien des habsburgischen Kaiserreichs (ab 1804).
Das Dorf entstand im Jahr 1783 im Zuge der Josephinischen Kolonisation auf dem Gebiet des aufgelösten Monasteriums der Basilianer in Letnja. Deutsche Kolonisten katholischer Konfession wurden dort angesiedelt. Die Kolonie wurde Königsau genannt und wurde eine unabhängige Gemeinde. In der Kolonie wurde eine römisch-katholische Pfarrgemeinde eingeplant (nur drei josephinische Kolonien sollten eine haben, neben Königsau: Kaisersdorf und Wiesenberg).

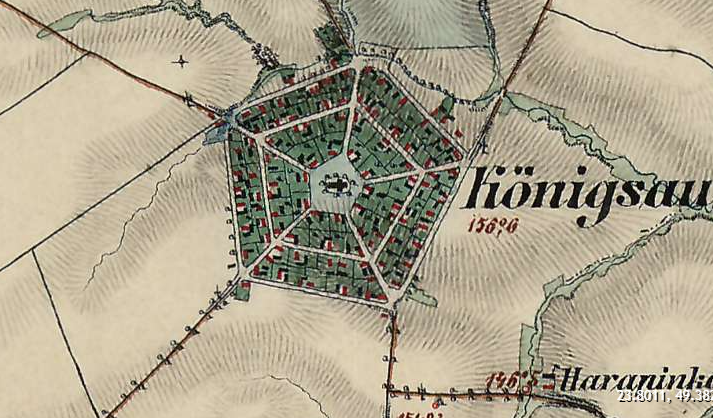
Königsau im 19. Jahrhundert

Als einzige Kolonie in Galizien wurde Königsau gemäß einem regelmäßigen Fünfeck angeordnet.
Im Jahr 1900 hatte die Gemeinde Königsau, Równe 114 Häuser mit 660 Einwohnern, davon 631 deutschsprachige, 19 polnischsprachige, 10 ruthenischsprachige, 642 römisch-katholische, 10 griechisch-katholische, 8 anderen Glaubens.
Nach dem Ende des Ersten Weltkriegs 1918 und dem Zusammenbruch der k.u.k. Monarchie kam Königsau zu Polen.
Im Jahre 1921 hatte die Gemeinde Równe (Königsau) 117 Häuser mit 748 Einwohnern, davon 647 Deutschen, 56 Polen, 42 Ruthenen, 3 Juden (Nationalität), 684 römisch-katholische, 40 griechisch-katholische, 21 evangelische, 3 Juden (Religion).
Im Zweiten Weltkrieg gehörte sie zuerst zur Sowjetunion und ab 1941 zum Generalgouvernement, ab 1945 wieder zur Sowjetunion, heute zur Ukraine.
Die Deutschen wurden 1940 infolge des Deutsch-Sowjetischen Grenz- und Freundschaftsvertrages umgesiedelt.
Im Jahre 1993 wurde die ehemalige römisch-katholische Kirche abgerissen.